# Tepoztecatl
En la mitologia asteca, Tepoztēcatl [teposˈteːkat͡ɬ] (de tepoztli "metall treballable" [teˈpost͡ɬi] i tēcatl "persona" [ˈteːkat͡ɬ]) o Tēzcatzontēcatl [teːskat͡sonˈteːkat͡ɬ] (de tēzcatl [teːskat͡ɬ] "mirall", tzontli "quatre-cents" [ˈt͡sont͡ɬi] i tēcatl "persona" [ˈteːkat͡ɬ]) era el déu del pulque, de l'embriaguesa i la fertilitat. La deïtat també era coneguda pel seu nom calendric, Ometochtli ("dos conills"). És un consort de Mayahuel, que és una màscara-avatar de Xōchiquetzal.
Segons el mite asteca, Tepoztēcatl va ser un dels Centzon Tōtōchtin, els quatre-cents fills de Mayahuel, la deessa de la planta maguey, i Patecatl, el déu que va descobrir el procés de fermentació. Com a deïtat del pulque, Tepoztēcatl estava associat amb cultes de fertilitat i Tlàloc. Tepoztēcatl també s'associava amb el vent, per tant deriva un nom alternatiu d' Ehecacone, fill del vent.
Tepoztēcatlapareix en el Còdex Mendoza duent una destral de coure.
El Tepozteco, en l'estat mexicà de Morelos, és un jaciment arqueològic anomenat en honor seu. El lloc era un lloc sagrat per pelegrins de tan lluny com Chiapas i Guatemala. Té una piràmide petita construïda en una plataforma, amb una alçada combinada de 9,5 metres, localitzada en una muntanya amb vistes a Tepoztlán.